# Hospital de Santa María Magdalena
El Hospital Provincial de Santa María Magdalena (también conocido como Hospital Provincial de Almería o, simplemente, Hospital provincial) es el único edificio civil que se conserva en la actualidad en la ciudad andaluza de Almería (España) del siglo XVI. Declarado Bien de Interés Cultural, fue tradicionalmente un destacado centro hospitalario ubicado en pleno casco histórico de Almería. Se compone por un conjunto de edificios levantados en la misma manzana entre los siglos XVI y XX, testigos y prueba de la evolución de la ciudad.  
El núcleo principal del Hospital, tras varios años de rehabilitación, abrió sus puertas para visitas guiadas el 20 de diciembre de 2022, y el 15 de marzo de 2024 se inauguró como la sede del Museo del Realismo Español Contemporáneo. Otra antigua sección sirve todavía de centro de salud de alta resolución gestionado por la Junta de Andalucía, mientras que lo que fue el hospicio se espera que quede en manos de la Universidad de Almería para impartir másteres y doctorados, así como para realizar actividades propias del ámbito universitario.

## Historia

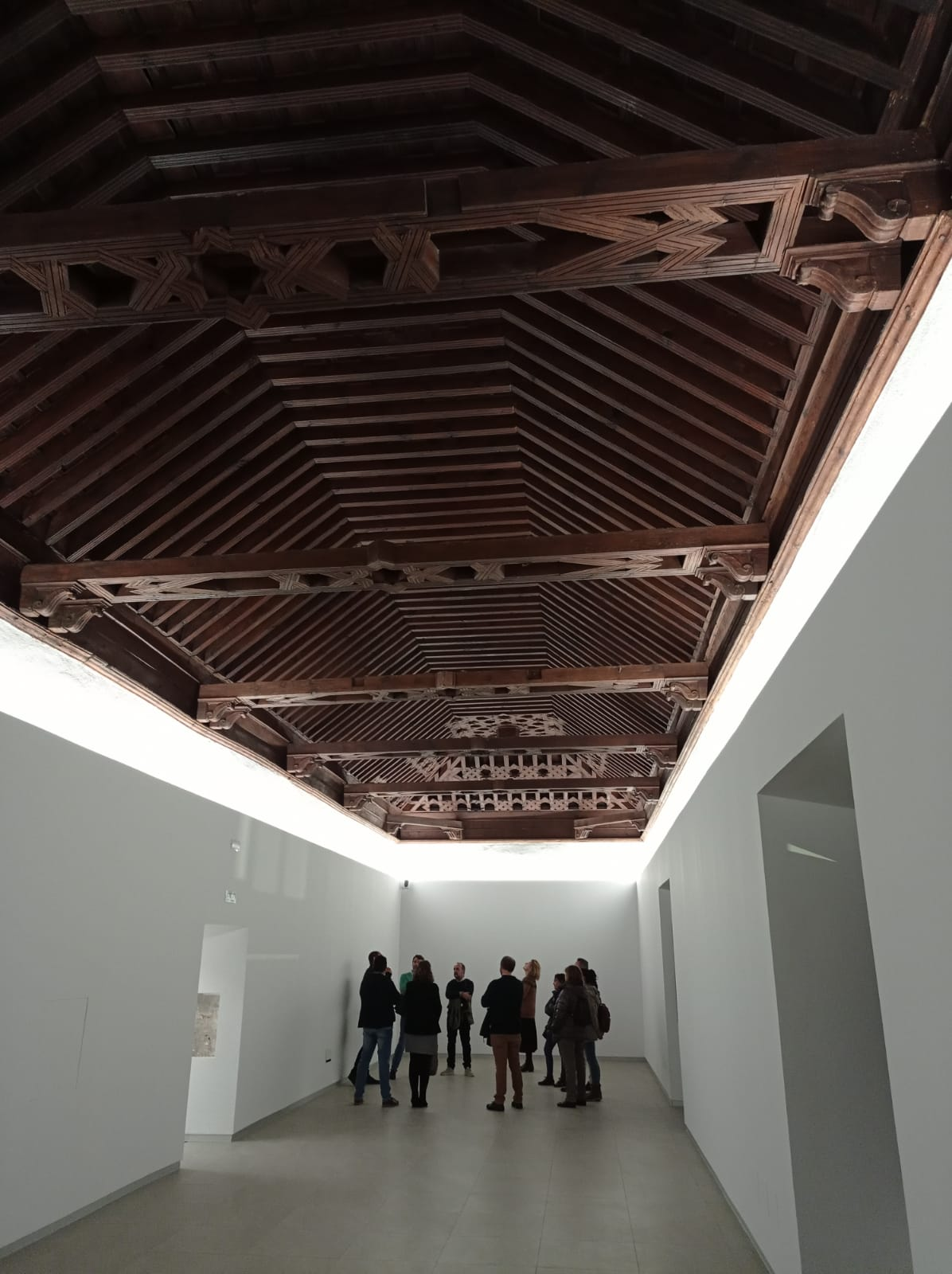
Artesonado mudéjar del Hospital, se trata del más largo de España si hablamos de edificios civiles, con 37 metros de longitud

El primer antecedente del Hospital Provincial fue constituido por los Reyes Católicos en 1492 en unas casas del barrio de la Almedina vecinas de la antigua Mezquita Mayor (actualmente iglesia de San Juan). Bajo patronazgo regio y administrado por el Obispado, el Hospital tenía que atender las necesidades de casi 5.000 habitantes. Sin embargo, el terremoto de 1522, que destruyó o dañó la mayor parte de Almería, también dejó dañado al Hospital Real, empeorando el mal estado que, de por sí, presentaban las edificaciones.

### SigloXVI: Villalán y el Hospital primigenio
Ante el estado ruinoso del Hospital y las dificultades que presentaba para funcionar, el destacado obispo de Almería fray Diego Fernández de Villalán financió una nueva edificación, que sería el núcleo original del conjunto actual y que todavía persiste. Esta construcción de nueva planta se ubicó muy cerca de la nueva catedral, también promovida por Villalán.
Las obras comenzaron en el año 1547 y se prolongaron hasta 1556. De autor desconocido, tradicionalmente se ha venido atribuyendo a Juan de Orea, maestro mayor de las obras del obispado desde 1550. Se sabe, no obstante, de la intervención en los artesonados por parte del maestro de obras Hernando de Salinas; así como del propio Orea. En este sentido, se tiene constancia de que realizó las majestuosas escaleras del edificio, así como otros remates de cabeza de león que se pueden encontrar en el exterior del edificio, tan propios del artista.  

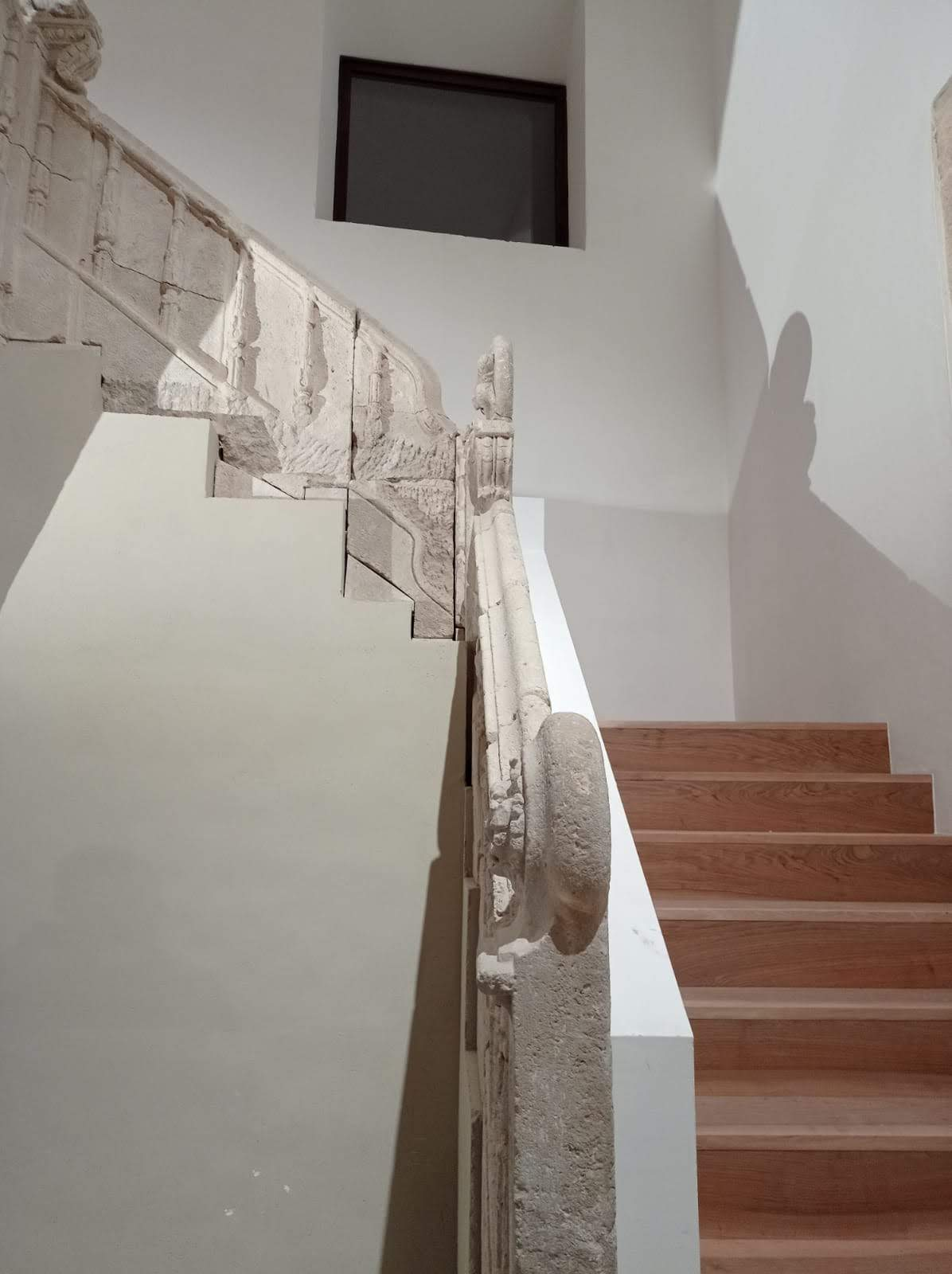
Escalera esculpida por Juan de Orea en el en su estado actual, recientemente recuperada y rehabilitada

De sobrio estilo renacentista, el hospital estaba formado originariamente por tres naves unidas entre sí formando una U, con su fachada principal al norte y su lado abierto orientado a mediodía. La fachada original era asimétrica, ya que parte de la construcción se dedicaba a granero de la ciudad. El edificio disponía de dos pisos, accediéndose a la planta superior mediante las escaleras de Juan de Orea. Arriba había una gran sala de enfermos bajo el impresionante artesonado mudéjar de 37 metros de longitud, que resulta ser el más largo conservado de un edificio civil.

### SiglosXVIIyXVIII: penuria y reformas
Las pocas camas con las que contaba el Hospital, así como la escasez de recursos económicos y humanos, fueron la nota imperante en los siglos XVII y XVIII en la institución. Gestionada por el Obispado, eran comunes los desencuentros entre estas autoridades y las civiles, especialmente cuando las últimas querían alojamiento y cuidados gratuitos para los soldados heridos o enfermos. A pesar de todo, a lo largo de los años se realizaron reformas relevantes como creación de salas de enfermería y de un hospicio de transeúntes, arreglo de cocinas, etc.
No sería hasta el reinado de Carlos III que se promovieron mejoras fundamentales en relación con la gestión y la ampliación del Hospital. En este sentido, lo primero que se hizo fue constituir una Junta de Caridad en la que participaban representantes del Obispado, del Cabildo, del Gobierno y de la Ciudad. Esto, que supuso en la práctica la secularización de la institución, fue  además la antesala de la reforma y ampliación que fue aprobada por la Cámara de Castilla.
Este proyecto, ejecutado por Juan Antonio Munar, fue finalizado en 1778. Por fuera, la fachada sufrió destacadas modificaciones: para empezar, se creó una portada neoclásica sobre la cual se abría un balcón, coronándose la ventana con el escudo real de Carlos III. El escudo de Villalán, que coronaba la puerta original, fue reubicado dentro del edificio. Por dentro se cerró el patio tras levantar el ala sur, aumentando considerablemente las camas disponibles y creándose salas de cirugía, convalecencia y medicina.

### Edad Contemporánea: conformación del conjunto actual
El siglo XIX empezó para el Hospital Provincial con un hito de la medicina, ya que en 1801 el doctor Francisco Romero realizó aquí la primera operación de corazón (en concreto una paracentesis de pericardio) en la que el paciente sobrevivía.
En 1835 el Hospital pasó a ser gestionado por la Diputación, si bien diez años más tarde se encomendaron los servicios a la congregación de las Hijas de la Caridad. Con la entrada en vigor de la Ley de Beneficencia se reorganizó la estructura del Hospital y se incluyó la Casa de Expósitos dentro del inmueble.
En 1875 se terminó la construcción del ala oeste, que destacó sobre todo por albergar el Hospicio. Parte de esas obras las financió María Dolores Puche, al igual que las de la capilla. Levantada en 1885 según proyecto del destacado arquitecto almeriense Enrique López Rull, es de planta rectangular y una sola nave, con ábside en la cabecera y cubierta mediante bóveda de cañón con refuerzo de arcos fajones. El hospicio se organiza a partir de cuatro naves que encierran en su interior un patio central de planta cuadrada y dos alturas estructuradas mediante vanos de medio punto que descansan sobre columnas toscanas.
En la primera mitad del siglo XX se realizaron diversas ampliaciones, destacando el pabellón de San Vicente de Paúl, obra de nuevo de Enrique López Rull; y el pabellón Martínez Anido, posterior Hospital Infantil. Ambos se levantaron en los años 20 y se trataban de edificios de dos plantas, si bien el primer pabellón se encontraba enfrente del hospicio, mientras que el segundo se ubicó orientado al sur, cerrando así un nuevo patio y, en definitiva, completando la manzana. Posteriormente, durante la Guerra Civil fue desmontada la escalera de Juan de Orea para construir un refugio.

### Tiempos recientes: decadencia y puesta en valor del Hospital
A partir de la segunda mitad del siglo XX, el Hospital Provincial empezó a entrar en decadencia. La situación no mejoró cuando en enero de 1991 la gestión del inmueble pasó a manos de la Junta de Andalucía. Pese a las distintas obras y retoques sufridos, especialmente en la segunda mitad del siglo XX, el antiguo hospital está catalogado como Bien de Interés Cultural desde el año 2007. En 2011 el Hospital volvió a manos de la Diputación tras dejar de prestar servicios sanitarios por el mal estado del complejo, más allá del sector renovado que sirve de centro de salud.
En 2017 se inició un proyecto de rehabilitación, presupuestado en algo más de 5 millones de euros a partes iguales entre el Ministerio de Fomento y la Diputación Provincial de Almería, propietaria del edificio. Estas obras, que finalmente costaron cerca de 10 millones, se realizaron en dos fases. En la primera, se restituyeron las cubiertas y eliminaron divisiones interiores. De hecho, el Hospital Provincial pasó de tener 129 habitaciones a apenas 20. Mientras tanto, en la segunda fase se restauró el artesonado mudéjar y se restituyó la escalera de Juan de Orea, desarmada desde 1937. Además, se procedió a demoler el Hospital Infantil dado su escaso valor arquitectónico, recuperándose el espacio del patio principal. Finalmente, se inauguró el renovado Hospital el 20 de diciembre de 2022, en un evento al que asistió una amplia representación de las autoridades civiles, militares y eclesiásticas de la provincia, así como el arquitecto de la restauración, Alfredo Garrido. Además, aquellas navidades se organizaron visitas guiadas al monumento.
El 15 de marzo de 2024 fue inaugurado como la sede del nuevo Museo del Realismo Español Contemporáneo con la presencia del presidente de Andalucía Juanma Moreno y del pintor realista Antonio López.

## Descripción
El hospital actual ocupa toda una manzana en el centro de la ciudad y se encuentra próximo a la catedral. Está configurado por tres edificaciones principales adosadas: el hospital propiamente dicho, una capilla y un hospicio.